# Míkonosz
Míkonosz (görögül: Μύκονος) a Kükládok szigetcsoporthoz tartozó görögországi sziget. Nemzetközileg is híres turistacélpont, főleg éjszakai élete miatt. Feltételezések szerint neve egy helyi születésű hőshöz köthető, aki Apollón leszármazottja volt. 2001-es népszámlálás szerint 9320-an lakták a szigetet.

## Fekvése
Tínosz, Szírosz, Párosz és Náxosz között fekszik. Területe 86 km², legmagasabb pontja 364 m.

## Története
A jónok alapították. Az ókorban erősen kötődött a két km-re lévő szomszédjához, Délosz szigetéhez.

## Míkonosz ma
Míkonosz ma felkapott turistaparadicsom. Nem csak a görögök, de a külföldiek is előszeretettel látogatják a szigetet pezsgő éjszakai élete miatt. Emellett a kristálytiszta víz, a homokos tengerpartok és a kitűnő szörfözési lehetőségek is vonzzák ide a látogatókat. Nem egy helyen szokványos a meztelen fürdőzés. Sok nemzetközi híresség is itt tölti nyaralását. A szabadság vonzza a homoszexuális turistákat is.
Az utóbbi időben felerősödött a villaépítési láz, ezért a hatóságok bevezettek egy szabályozást, amely szerint minden újonnan épített épületnek meg kell felelnie a kükládi stíluskódnak.
Míkonosz városának híressége Petrosz, az öreg pelikán, aki lassan a sziget szimbólumává lépett elő.

## Látnivalók
- 16. századból való szélmalmok,
- Kis Velence: olaszos stílusú loggiák, amelyek közvetlenül a tengerre néznek
- A szomszédos Délosz szigete, amelyet teljes egészében muzeális értékűnek nyilvánítottak.

## Külső hivatkozások
- Hivatalos honlapján az önkormányzat Mykonos
- Utazási Útmutató Mykonos